# Charles Tramu
Charles Tramu est un homme politique français né le 17 mai 1838 à Saint-Vit (Doubs) et décédé le 1er juillet 1919 à Saint-Vit.
Négociant en vins, il est maire de Saint-Vit en 1871. Il est député du Doubs de 1898 à 1902, inscrit au groupe Radical-socialiste. Son neveu, Léon Janet, lui succède comme député.

## Sources
- « Charles Tramu », dans le Dictionnaire des parlementaires français (1889-1940), sous la direction de Jean Jolly, PUF, 1960 [détail de l’édition]